# Petai
Petai is een bestuurslaag in het regentschap Kuantan Singingi van de provincie Riau, Indonesië. Petai telt 2465 inwoners (volkstelling 2010).